# Buck Clarke
Buck Clarke, all'anagrafe William Lewis Clarke (Washington DC, 2 ottobre 1933 – Los Angeles, 11 ottobre 1988), è stato un percussionista statunitense di musica jazz.
Collaborò con Freddie Hubbard, Herbie Hancock, Les McCann, Russ Freeman, Gerald Albright, Jimmy Smith e altri. Suonò al Montreux Jazz Festival nel 1968. I diversi stili musicali di Clarke includono soul, funk e jazz contemporaneo, con un'identità afrocentrica.

## Biografia
Nato a Washington il 2 ottobre 1933, in tenera età iniziò a lavorare in un negozio di insegne, il cui titolare era il cugino di Duke Ellington. Fu proprio il suo datore di lavoro a introdurre il quindicenne Clarke alla musica jazz, facendogli ascoltare musicisti come Duke Ellington, Oscar Peterson, Allen Jones e Dizzy Gillespie. I molti interessi giovanili di Clarke quale semplice "appassionato di Jazz", si fecero più seri dal momento in cui ricevette un'offerta di lavoro nel club D.C. dove iniziò il suo approccio alle congas.  Uno dei suoi primi concerti fu ad uno spettacolo chiamato "Jig Show", dove Clarke si esibì con ballerini e comici. Ha girato il mondo, andando in posti come New Orleans, dove ha scoperto e suonato per la prima volta la rumba (The New Orleans piano rhumba boogie). In molti spinsero il giovane Clarke a suonare "strumenti reali", ma lui ha sempre ritenuto che la sua collocazione nella musica fosse costituita dalle percussioni (congas e bonghi).  Quando aveva 16 o 17 anni, suonò con Charlie Parker.
La band preferita di Clarke è sempre stata quella dei The Washingtonians di Wess Anderson, che comprendeva Eddie Jones e Charlie Parker, e lo stesso Clarke dichiarò di essere "scioccato e sorpreso" da simili collaborazioni.  Suonò anche con Art Blakey e The New York Jazz Messengers a 19 o 20 anni. Clarke soffriva di diabete che gli provocò la perdita di una gamba.
Morì l'11 ottobre 1988 a Los Angeles, all'età di 55 anni.

## Discografia
- 1960 - Cool Hands
- 1961 - Drum Sum
- 1963 - The Buck Clarke Sound
- 1988 - Hot Stuff